# Süße Bisse
Süße Bisse (japanisch 推しに甘噛み Oshi ni Amagami) ist eine Mangaserie von Julietta Suzuki. Sie erscheint seit 2022 in Japan und wurde unter anderem ins Deutsche übersetzt. Die romantische Komödie erzählt von der Beziehung zwischen einer von Anime begeisterten Vampirin und einem jungen Mann.

## Inhalt
Die Vampirin Hina Arukado ist begeistert von Anime, vor allem ihrer Lieblingsserie Vampire Cross und deren Protagonisten Mao Ryusuzaki. Blutsaugen findet sie dagegen widerlich und konsumiert lieber Blutkonserven. Sie wünscht sich menschliche Freunde, die ihr Hobby teilen. Daher zieht sie von Rumänien nach Tokio um, um sich ganz ihren Fanaktivitäten widmen zu können. Ihr neuer Nachbar Kyuta Amanatsu ist dann auch noch ihrem Idol Mao wie aus dem Gesicht geschnitten. Doch er stellt sich als abweisender, arroganter Typ heraus, der Otaku hasst. Doch er kommt Hina gerade recht, als sie in einem Café Sticker zu ihrer Lieblingsserie bekommen, das menschliche Essen jedoch nicht essen kann. Also lädt sie Kyuta ein. Daraufhin unternehmen die beiden immer mehr miteinander und lernen sich besser kennen.

## Veröffentlichung
Das erste Kapitel erschien zunächst als Kurzgeschichte im April 2022 im Magazin Hana to Yume. Im November 2022 startete dann die Fortsetzung als Serie im gleichen Magazin. Hakusensha veröffentlicht den Manga auch gesammelt in bisher sieben Bänden. Auf Deutsch erscheint die Serie seit März 2025 bei Loewe Manga in bisher drei Bänden (Stand August 2025). Die Übersetzung stammt von Markus Lange. Eine englische Fassung erscheint bei Viz Media.